# Гиллеспи, Хейвен
Джеймс Хейвен Ламонт Гиллеспи (англ. James Haven Lamont Gillespie) — американский поэт-песенник первой половины XX века, член Зала славы поэтов-песенников США (1972). Из творчества Гиллеспи наиболее известны рождественская песня «Santa Claus Is Coming to Town» и «You Go To My Head» (обе с Фредом Кутсом), «That Lucky Old Sun», «By the Sycamore Tree» и «Right or Wrong».
Джеймс Ламонт Гиллеспи родился в Ковингтоне (Кентукки) в 1888 году. Бросив учёбу в 16 лет, он нанялся в типографию газеты Times Star в Цинциннати наборщиком. В двадцать с небольшим лет он перебрался в Нью-Йорк, где работал журналистом, в том числе в New York Times, а затем исполнителем-демонстратором в Tin Pan Alley. В это же время он начинает писать тексты для водевильных музыкальных номеров. В 1911 году Гиллеспи впервые публикует текст своей песни, и в этом же году заключает контракт с издателем Лео Фейстом. Однако даже после того, как Гиллеспи достиг успеха как автор песен, он сохранил членство в профсоюзе печатников.
За годы карьеры поэта-песенника Гиллеспи написал слова более чем 1000 песен. Самой известной из них является рождественская песня «Santa Claus Is Coming to Town», написанная в 1934 году. Гиллеспи написал её по требованию Фейста сразу после похорон своего брата Ирвина, несмотря на попытки отказаться. Фейст настоял на том, чтобы Гиллеспи написал текст для детской рождественской песни, поскольку у него был для этого «хороший лексикон». Музыку к песне сочинил Фред Кутс и, после того, как она прозвучала в радиошоу Эдди Кантора, она стала хитом: в день распродавалось до 25 тысяч экземпляров нот со словами.
Другие известные песни Гиллеспи включают «Violet Blue» (1912), «Right or Wrong» (1921), «Drifting and Dreaming» (1925 — первый из хитов Гиллеспи), «Breezin' Along With the Breeze» (1926), «By the Sycamore Tree» (1931), «You Go To My Head» (1936), «That Lucky Old Sun» (1949) и «I Love to Dream» (1972). Его песни исполняли Фрэнк Синатра, Бинг Кросби, Руди Валле, Тони Беннетт, Билли Холидей, сёстры Эндрюс, Пегги Ли, Лина Хорн, Луи Армстронг, Джерри Ли Льюис и Джордж Стрейт. В 1950 году Гиллеспи был удостоен премии Freedoms Foundation за песню God’s Country, а в 1985 году, уже после его смерти, песня «Right or Wrong» в исполнении Джорджа Стрейта завоевала приз Американского общества композиторов, авторов и издателей. В 1972 году Гиллеспи стал членом Зала славы поэтов-песенников США.
Хейвен Гиллеспи женился в 1909 году. От жены Корин у него был один сын. После смерти Корин Гиллеспи женился на Жозефине Крюмпльмен, с которой развелся в 1970 году. Хейвен Гиллеспи умер от рака в Лас-Вегасе в марте 1975 года.